# Io-io

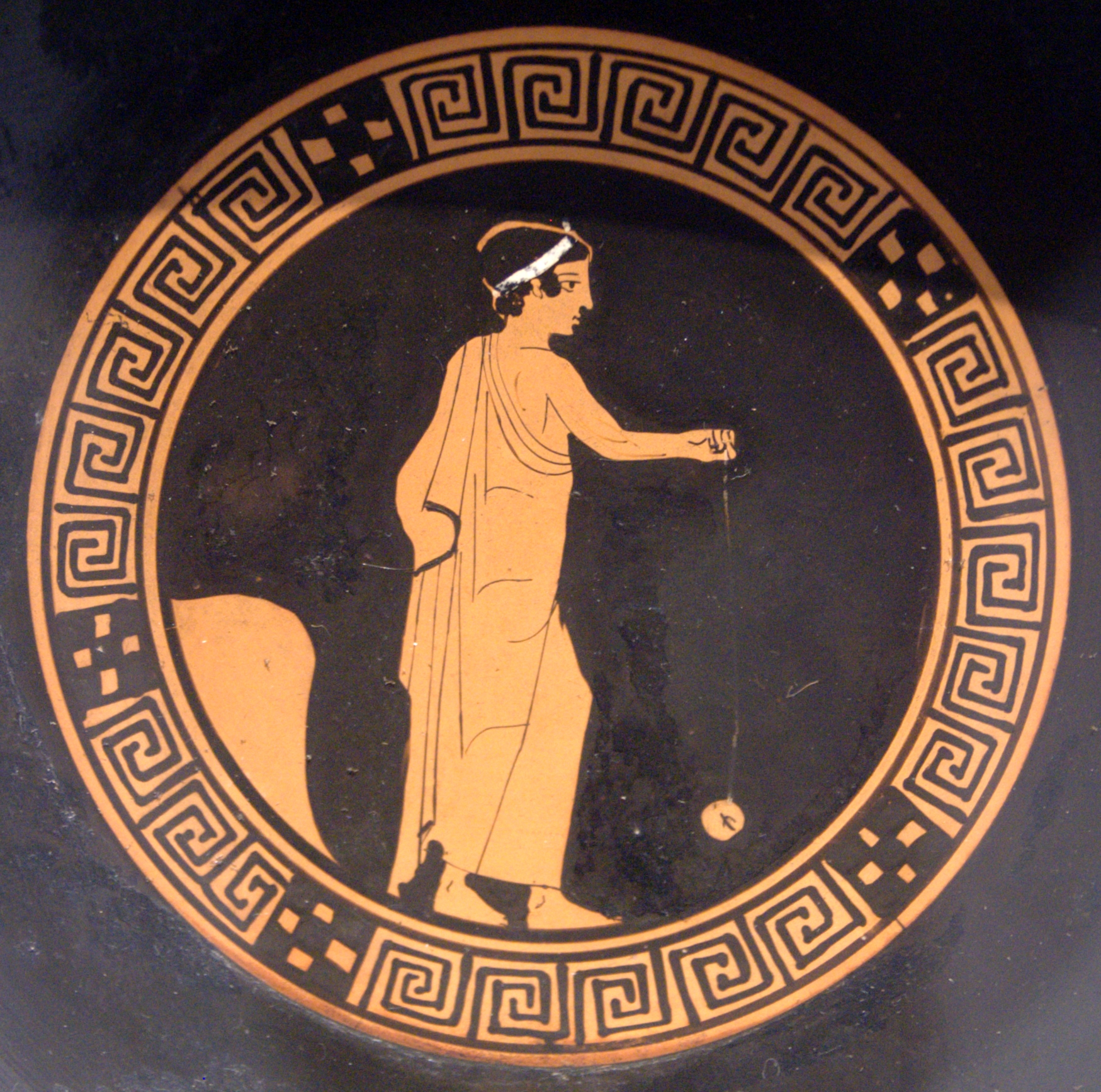
Noi jugant amb un io-io en un kylix grec.

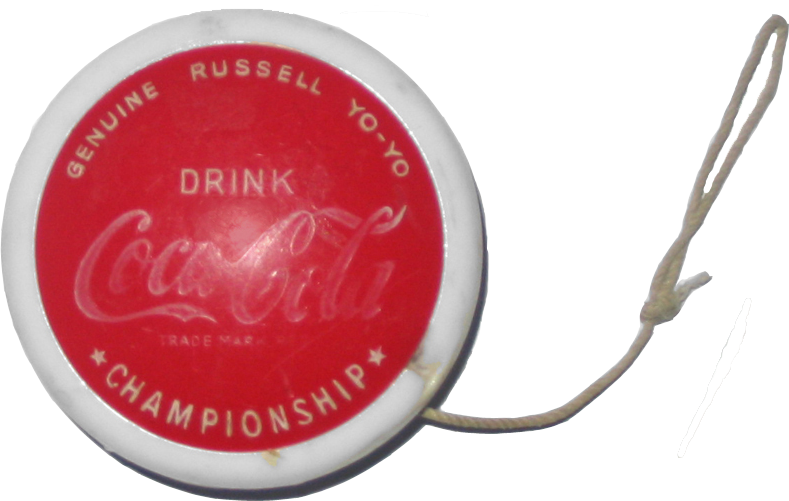
Io-io

El io-io és una joguina consistent en un disc de fusta, plàstic o altres materials, amb una ranura profunda al centre de tota la vora, al voltant de la que s'hi enrotlla un cordó, un fil o un cordill prim que, lligat a un dit serveix per a fer pujar i baixar el disc alternativament. Es maneja el disc mitjançant sacsejades cap amunt i cap avall i cal un cert aprenentatge i habilitat per a fer-ho durant estones llargues.

## Història del io-io
Un artefacte similar al io-io existia ja cap a l'any 1000 aC a la Xina, on s'utilitzava com a instrument hipnòtic. No obstant això, a l'origen, el io-io del qual deriva la joguina actual era un estri de caça, similar al de les boleadoras dels gautxos, que els tagals de les Filipines havien usat durant més de 400 anys. Eren grans i tenien vores afilades i tacs, i estaven lligats a uns cordills llargs.
Cap al 1800 el io-io va arribar a Europa com una versió en forma de joguina d'aquesta arma. Els britànics, a més de yo-yo, el van anomenar bandalore, quiz i joguina del príncep de Gal·les, mentre que els francesos el coneixien com a incroyable (increïble) o l'emigrette. Als Estats Units va arribar a la dècada del 1860, però no es va difondre fins a la dècada del 1920. Pedro Flores, un immigrant filipí, va ser la primera persona que va produir io-ios en grans quantitats. Les joguines de Flores duien el nom de yo-yo.
El 1929, el nord-americà Donald Duncan va comprar els drets a Flores, va convertir la paraula yo-yo en una marca de mercat (®) i va canviar el nus fix que fins llavors connectava el cordill amb l'eix per un llaç que permetia una major versatilitat a la joguina.

## Jo-jo a la Xina (1000 aC)

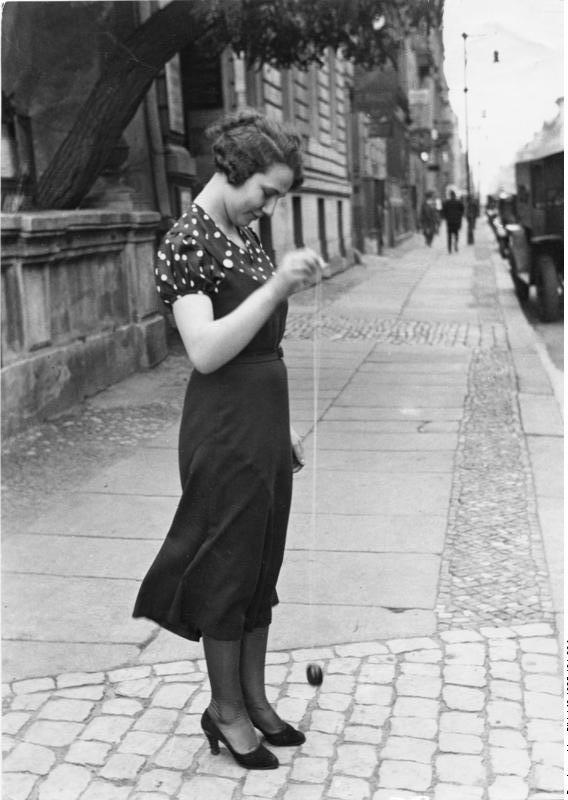
Dona de 1920 jugant en Charlottenstrasse, Berlín

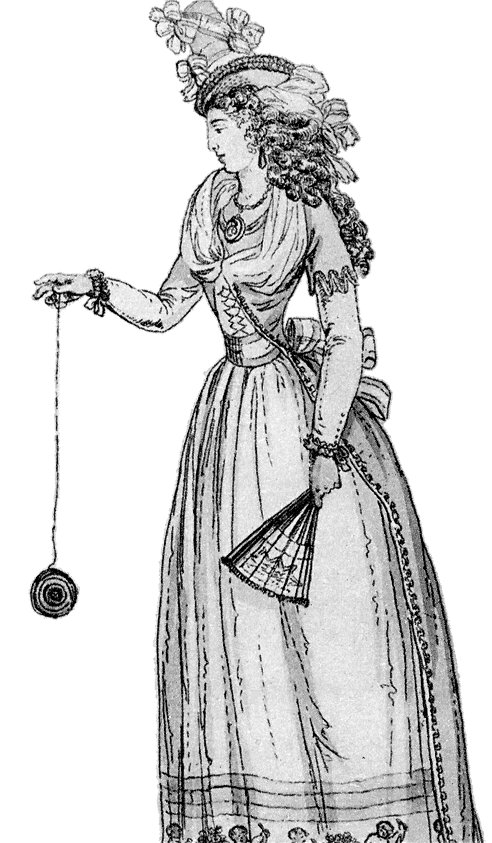
Il·lustració de 1791 d'una dona jugant amb una primerenca versió del yoyo llavors coneguda com "bandalore"

Com joguina, el jo-jo es va originar a la Xina cap a l'any 1000 aC La versió oriental consistia en dos discos d'ivori amb un cordó de seda enrotllat al voltant del seu eix central. Caminant el temps, aquesta joguina xinès es va difondre a Europa, on va ser adornat suntuosamente amb joies i pintat amb dibuixos geomètrics, per tal que la seva rotació creés efectes hipnòtics.
Jugar amb un io-io es va convertir ràpidament en un dels passatemps predilectes per nens de tot el món, per exemple, en Amèrica Llatina va adquirir gran popularitat, la qual conserva fins al dia d'avui.
En Argentina, durant els anys 80 per exemple, es va crear un gran furor al voltant del jo-jo "aspre".

Patent de jo jo de 1866

En Mèxic, es va arribar a reconèixer com un esport, fins i tot, existeix el que es coneix com l'Associació Mexicana del Jo-Jo.
Sens dubte, el fet que el seu preu sigui econòmic i que sigui senzill construir-se un amb materials barats i fàcils d'aconseguir ha contribuït que molts nens al món, fins als més pobres, puguin jugar amb ell.
Aquelles persones que pensin que el jo-jo és un joc només per a nens, s'equivoquen. A través dels anys, el jo-jo ha estat la joguina favorit no només dels petits, sinó també dels grans, entre ells, persones de gran importància i influència, incloent a diversos científics i polítics.
Entre ells hi ha els presidents John F. Kennedy, Lyndon B. Johnson i Richard Nixon, qui sabien grans aficionats del passatemps, ja que sovint se'ls veia jugant amb el io-io a l'oficina presidencial de la Casa Blanca.
El 12 d'abril de 1985, el jo-jo va viatjar a l'espai amb la tripulació del transbordador Discovery i anys després, en la nau espacial Atlantis.
Actualment, es realitzen tornejos i competències mundials en què participen veritables aficionats d'aquest curiós joguina.
La competència mundial es duu a terme anualment en Orlando.
A més, hi ha un centenar de trucs amb noms curiosos que es poden realitzar amb ell, entre ells el de "la volta al món", el "foc atòmic", la "bala de plata", "el kamikaze", "passejant el gosset "," el gronxador "," l'estrella "," la cova de l'os "i molts més.
Com a exemple, es troba a "Fast" (Ràpid) Eddy McDonald, a qui pertany el títol de "la persona al món que pot realitzar més llaçades en una hora" després d'haver realitzat 8437 llaçades amb la seva io-io.

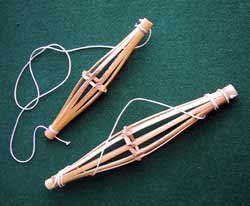
Io-io de canya